# Johann Jakob Stehlin der Jüngere

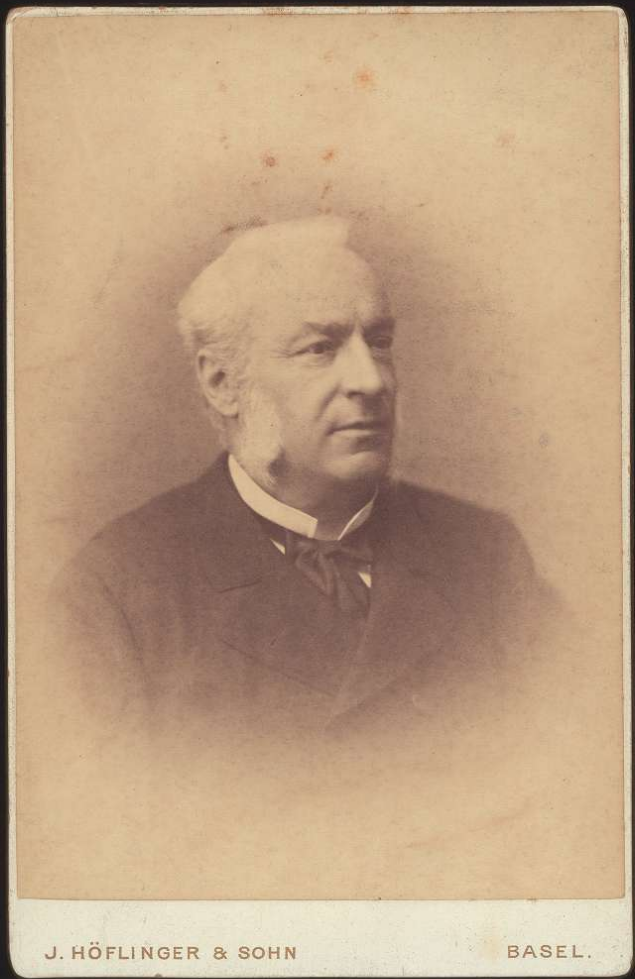
Johann Jakob Stehlin-Burckhardt

Johann Jakob Stehlin-Burckhardt (* 25. März 1826 in Basel; † 9. September 1894 ebenda) war ein Schweizer Architekt.

## Leben und Werk
Johann Jakob Stehlin war Sohn des Architekten und Politikers Johann Jakob Stehlin des Älteren und war das Erstgeborene von insgesamt vier Kindern. Sein jüngster Bruder war Karl Rudolf Stehlin. Seine Neffen waren Eduard Hagenbach-Bischoff, Fritz Stehlin, Hans Georg Stehlin und Karl Stehlin. Sein Grossvater mütterlicherseits war Karl Friedrich Hagenbach.
Nach der Schulzeit begann er seine Ausbildung im väterlichen Baugeschäft, bevor er ab 1846 zu einem Schüler Weinbrenners, Franz Geier in Mainz wechselte. Daraufhin studierte er in Paris an der École des beaux-arts im Atelier von Henri Labrouste. Weitere Studien führten ihn nach England und Berlin, wo er 1849 bei Friedrich August Stüler, Johann Heinrich Strack, Franz Kugler und Karl Bötticher arbeitete. Stehlin war somit sowohl von der französischen wie der deutschen Entwurfstradition beeinflusst. An Studium und erste Mitarbeit in Büros schloss sich die Grand Tour, eine ausgedehnte Bildungsreise durch Italien und Sizilien an.
Nachdem er Anfang der 1855 in seine Heimatstadt zurückgekehrt war, übernahm er das väterliche Baugeschäft und gehörte in seiner Laufbahn zu den gefragten und eingeführten Architekten Basels. Nachdem er 1866/1867 auf dem Gelände des Stehlinschen Bauhofs am Aeschenplatz 13 für seinen Vater eine Villa gebaut hatte, leistete sich Stehlin 1870 auch für sich und seine Familie eine prächtige Villa an der St. Alban-Anlage 19. Beide Gebäude wurden 1946 abgebrochen.
Stehlin konnte 1853 die Fassade an der Hauptpost in Basel fertig stellen und setzte sich damit gegen den Mitbewerber und damaligen städtischen Baudirektor Amadeus Merian durch. Nachdem seine frühen Bauten eher von historisierenden Renaissance- oder Gotikformen geprägt waren – das Gerichtsgebäude im Rundbogenstil –, wandelte sich sein Stil im Laufe der Karriere zunehmend hin zu Barockformen, für die vor allem seine öffentlichen Bauwerke schliesslich als typisch bekannt waren. In den Wohnhäusern dagegen fanden sich weiterhin englisch-neogotische Entwürfe neben klassizistischen und anderen historisierenden Einflüssen. 1876 wurde der von Stehlin entworfene grosse Konzertsaal im Stadtcasino Basel angefügt. Im Zeitraum von 25 Jahren errichtete Stehlin in Basel mindestens 40 Bauten. Davon sind heute nur noch wenige erhalten.
1893 gab Stehlin die Architectonische Mitteilung aus Basel heraus. Diese bot ein Überblick seines Lebenswerk mit Gedanken zur Architektur und deren Entwicklung durch die Jahrhunderte.
Stehlin war seit 1855 mit Helena Burckhardt (1836–1886) verheiratet. Zusammen hatten sie drei Kinder. Das von ihm entworfene Grabmonument wurde 1886 für seine Frau und seine Tochter sowie für sich selbst errichtet. Der architektonische Aufbau wurde vom Atelier David Doret in Vevey und der Engel aus Carrara-Marmor vom Genfer Bildhauer Charles-François-Marie Iguel (1827–1897) ausgeführt. Begraben wurden sie ursprünglich auf dem Kannenfeld-Gottesacker. Nach der Auflösung des Friedhofes wurde das Grab auf den Wolfgottesacker versetzt. Später wurden sein Enkel Alfred Adolf Goenner (1885–1929) Ingenieur der Markthalle Basel und dessen Frau Anna Maria Goenner-Smeykal (1893–1929) dort beigesetzt. Links neben dem Grabmonument ist das Grab seiner Eltern und seiner früh verstorbenen zwei Söhne.

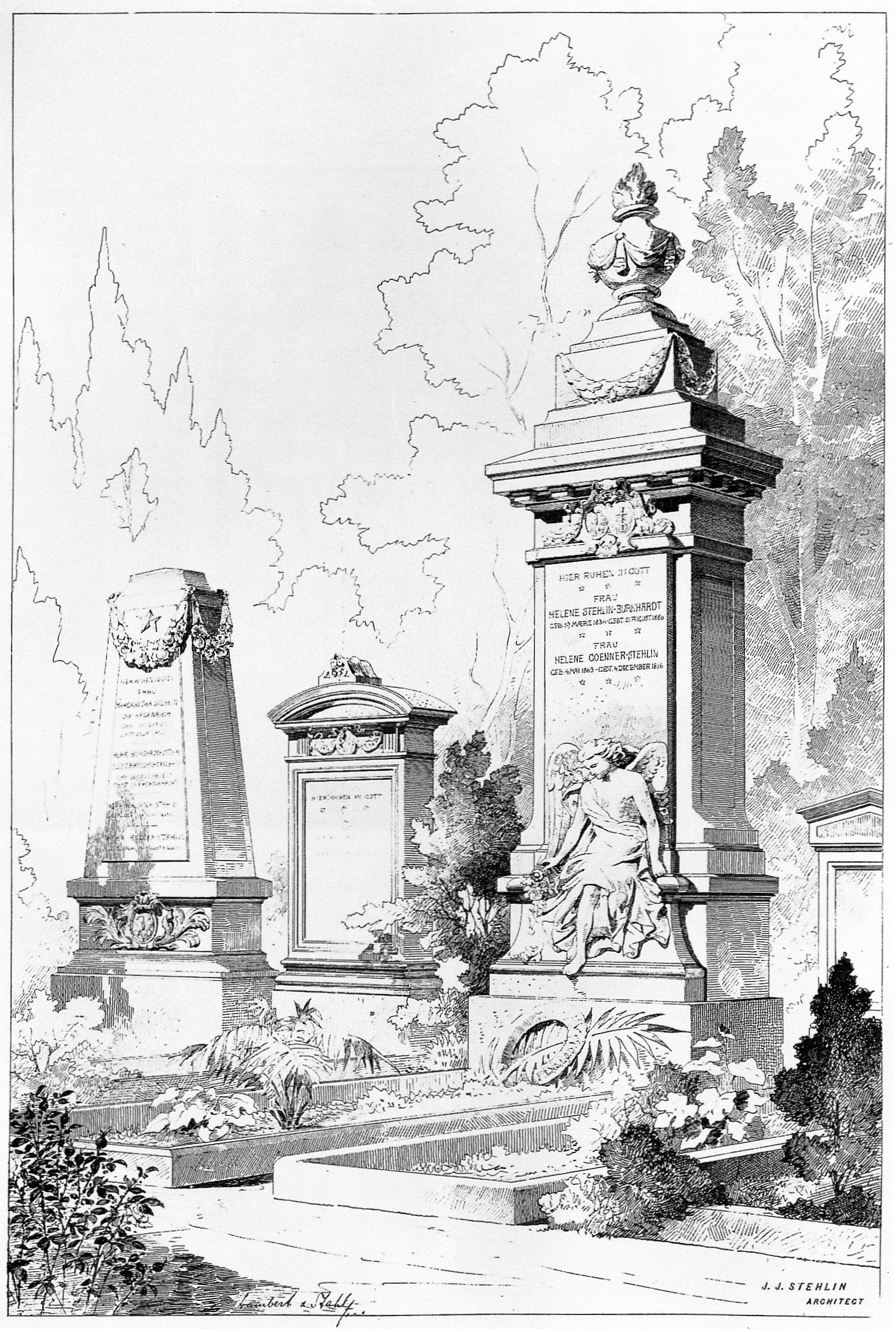
Grabmal der Familie Stehlin auf dem Basler Friedhof Wolfgottesacker
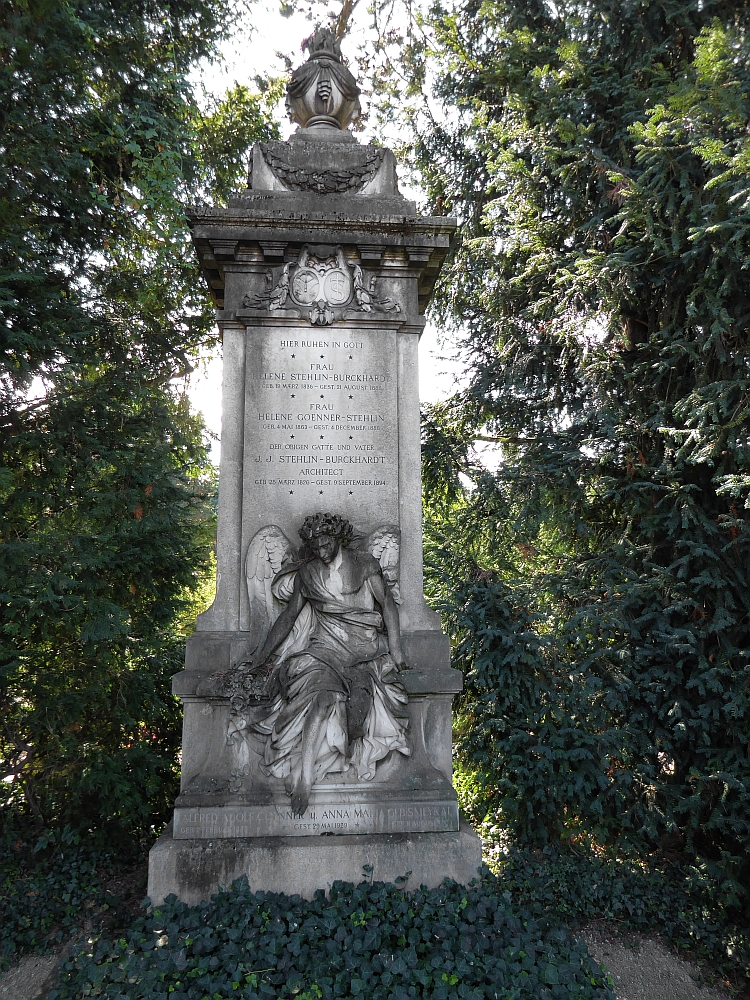
Familiengrab auf dem Friedhof Wolfgottesacker, Basel
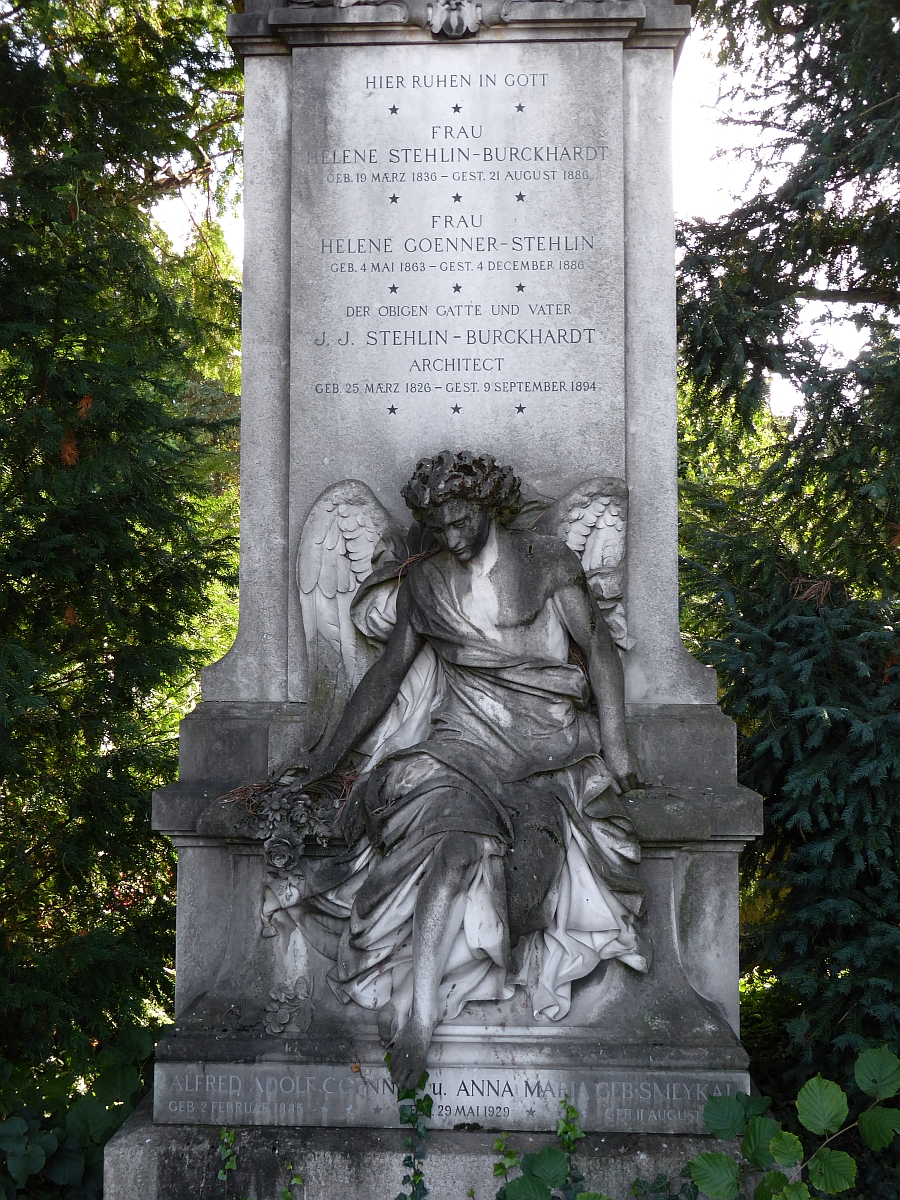
Grabinschrift auf dem Friedhof Wolfgottesacker, Basel

## Bauwerke (Auswahl)

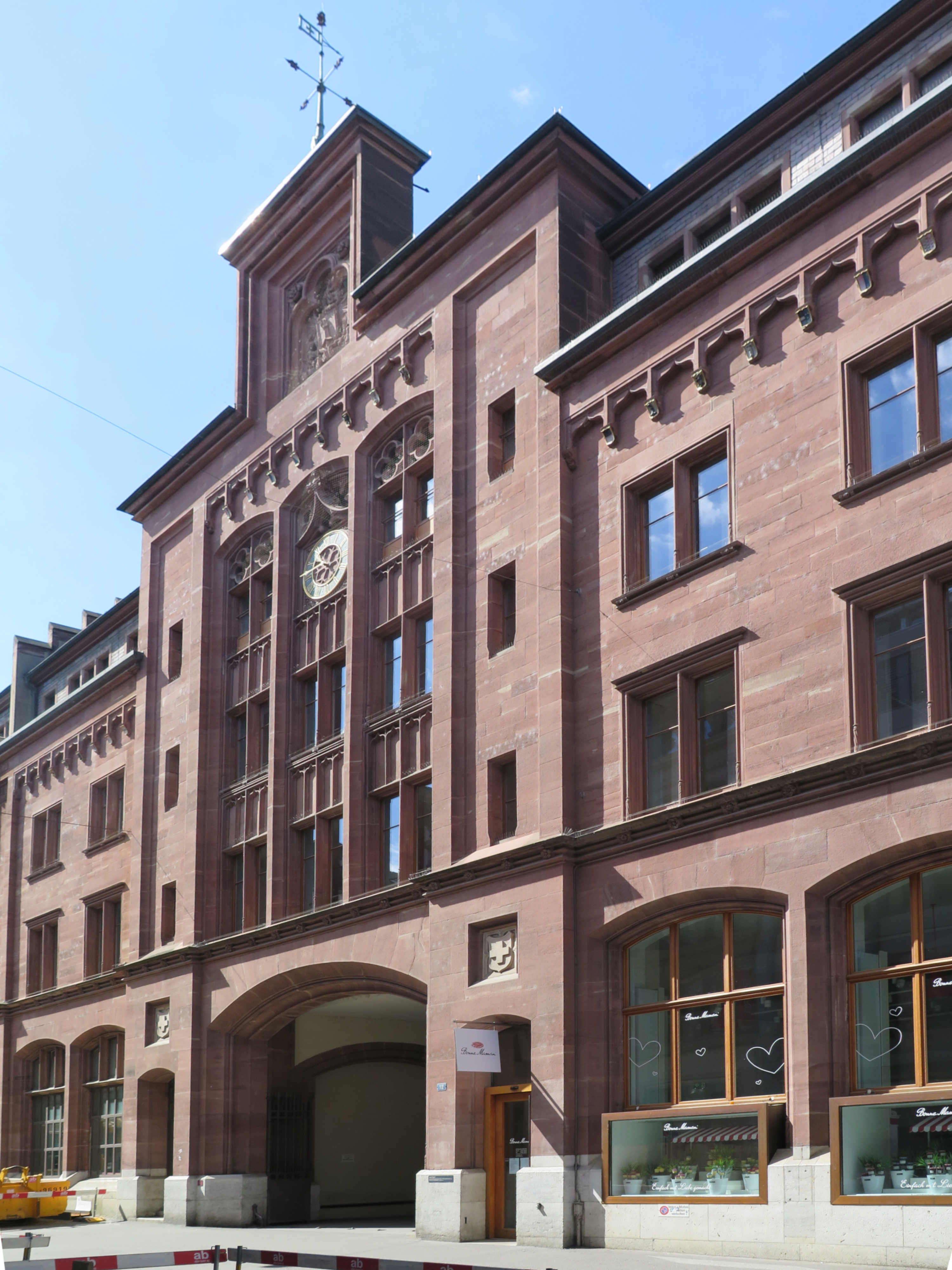
Johann Jakob Stehlin der Jüngere: Hauptpost, Freie Strasse 12, Basel (1853)

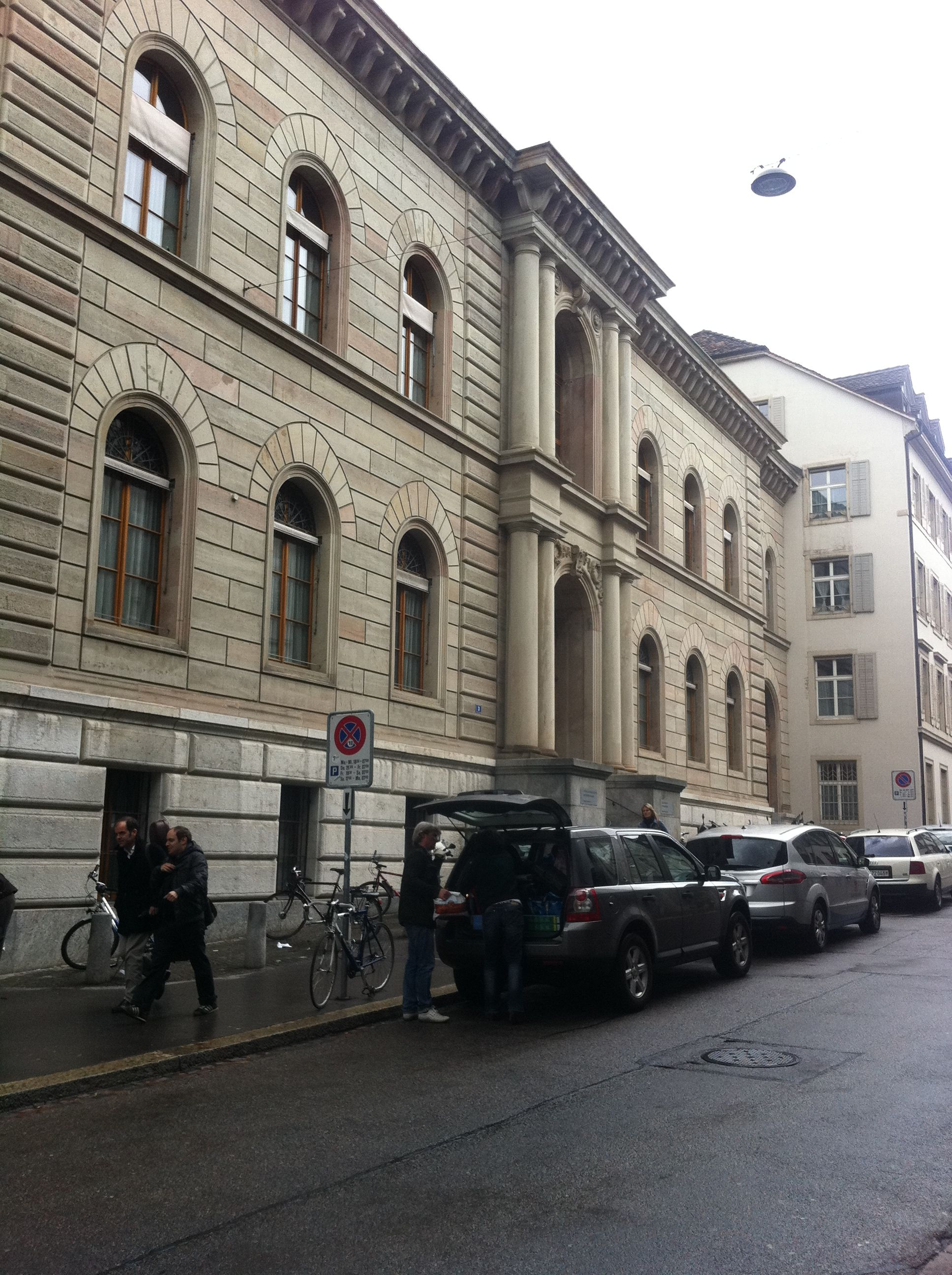
Gerichtsgebäude in Basel, 1857–1859, in Neorenaissanceformen

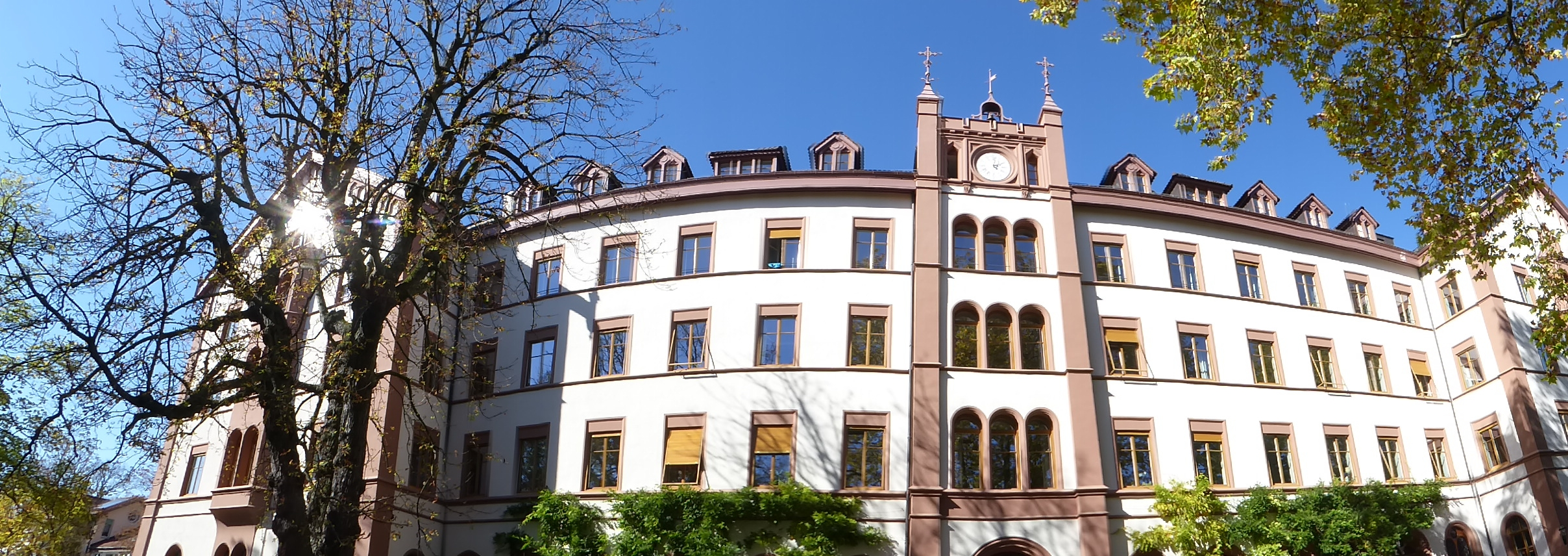
Mission 21, Evangelisches Missionswerk Basel, 1858–1860

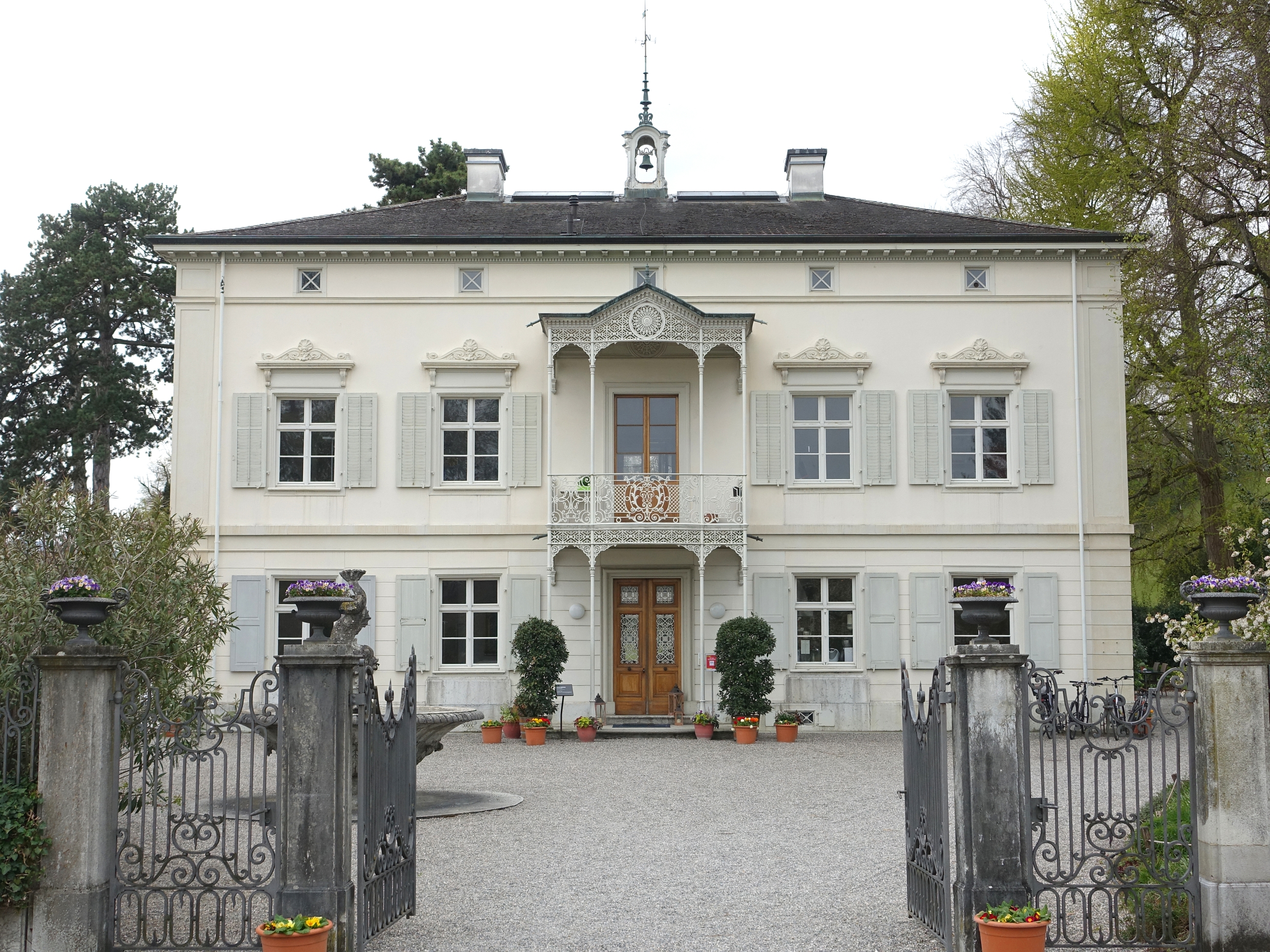
Villa Merian, Brüglingen, 1858–1859

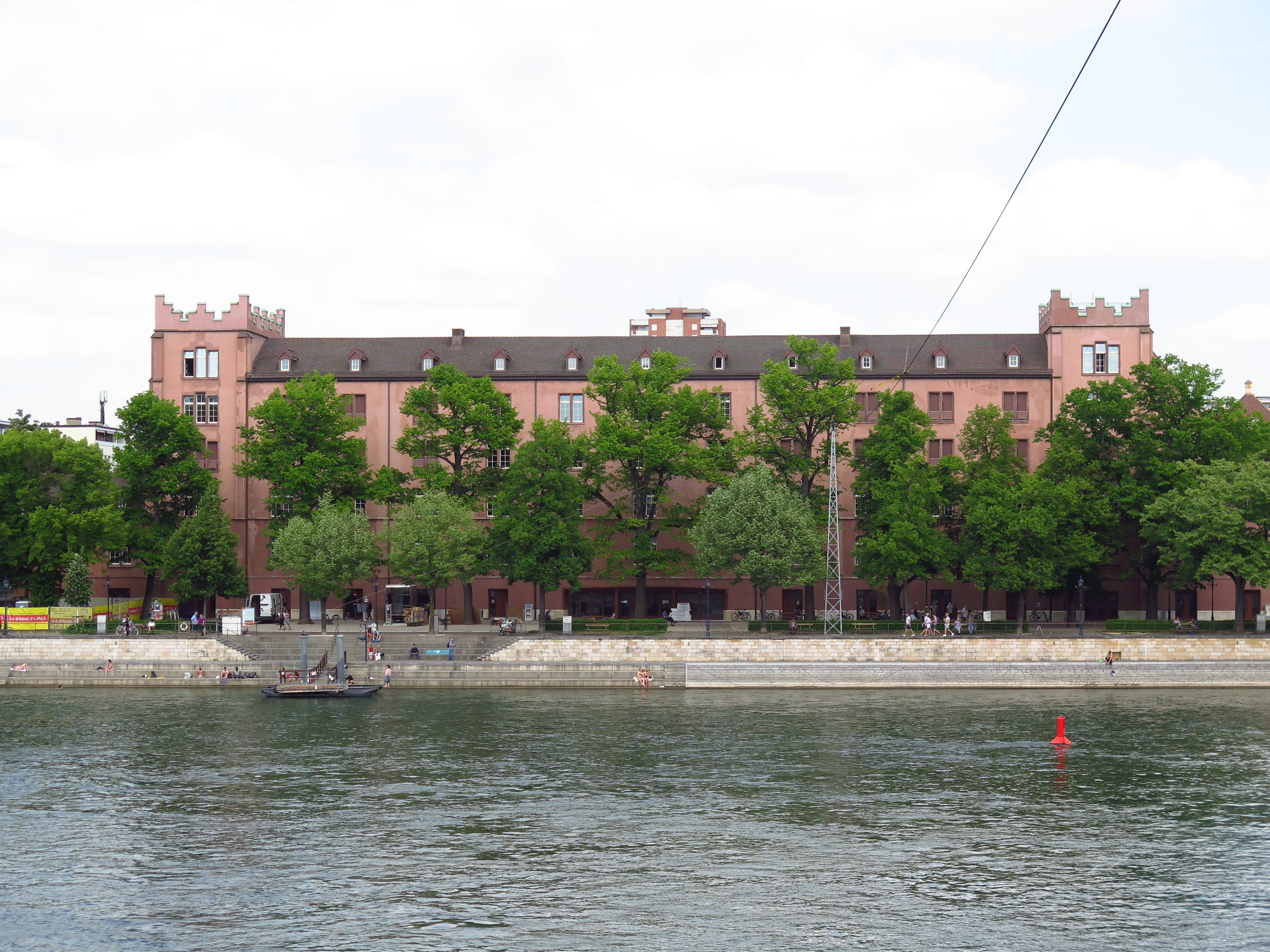
Kaserne Basel, 1860–1863

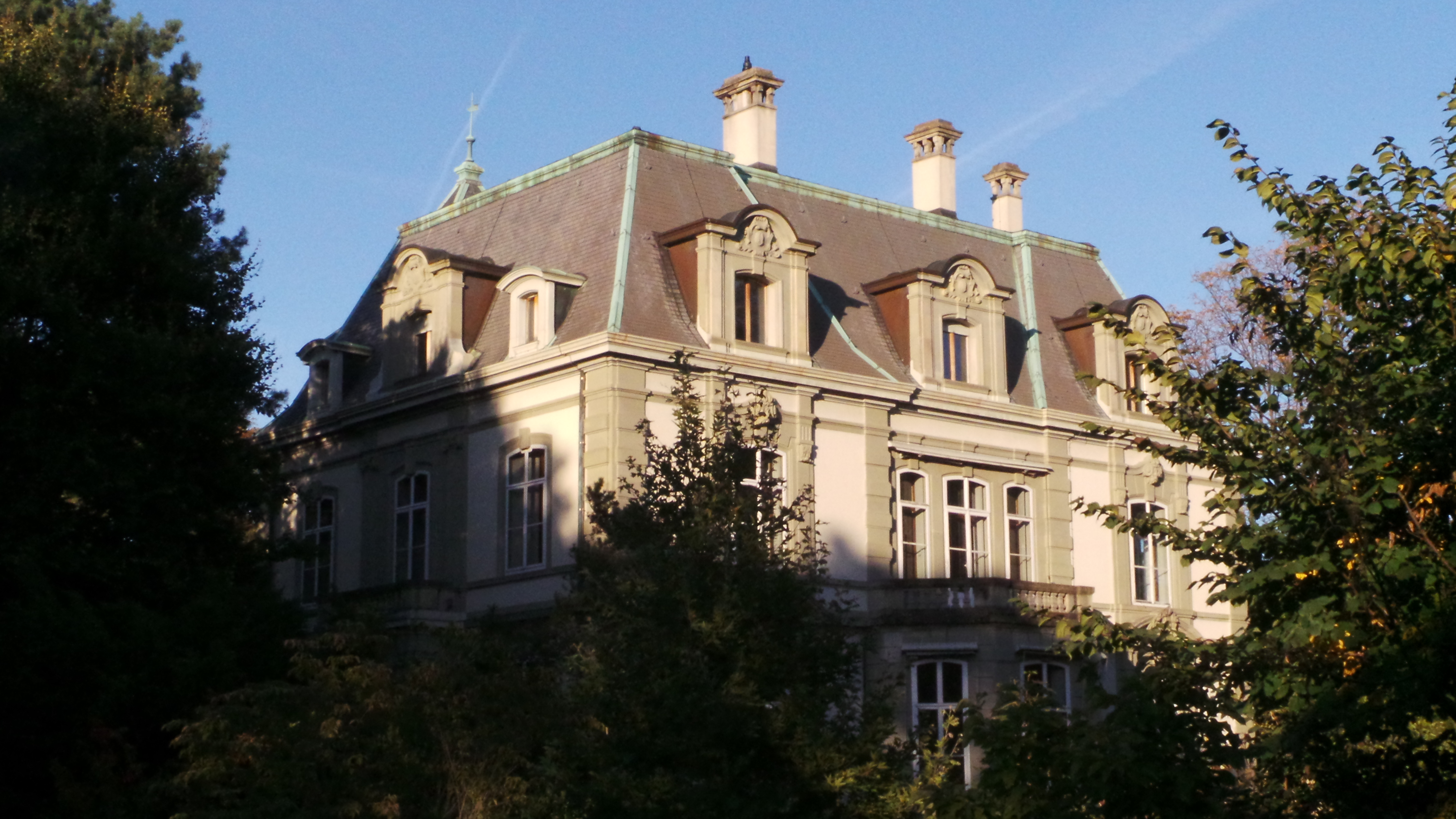
Bankiersvilla La Roche, 1874

- Umgestaltung der St.-Alban-Kirche in Basel (1845)
- Kirchenschiff der evangelisch-reformierten Kirche Rothenfluh (1852)
- Hauptgebäude der Schweizerischen Post, Freie Strasse 12, älterer Teil (1852/1853); zum neueren Teil lieferte Stehlin 1876 auch einen Entwurf, verwirklicht wurden dort – nach einem negativ ausgefallenen Gutachten von Conrad Wilhelm Hase – die Pläne des Österreichers Friedrich von Schmidt.
- Das Herrschaftshaus bei Schloss Bipp (1853)[3]
- Seidenband-Fabrik De Bary & Cie. im Basler Villenquartier Gellert (1856; 1960 stillgelegt, 1965 abgebrochen und mit Hochhäusern bebaut)
- Gerichtsgebäude, Bäumleingasse 3 (1857–1859)
- Haus der Basler Mission (1858–1860)
- Fabrikgebäude in der Mühlematt in Liestal (1858; etwa 1960 abgerissen und mit Berufsschule bebaut)
- Villa an der St. Jakobs-Strasse 185 Basel (1858) für Karl Geigy (1798–1861)[4]
- Umbau Villa Merian in Brüglingen/Münchenstein (1858/1859)
- Untere Fabrik (Fiechter & Söhne) in Sissach (1859; Zuschreibung d. Kt. Dkmpfl. BL)
- Unteres Kollegium der Alten Universität Basel am Rheinsprung (Aufstockung und Neugestaltung der Fassade, 1859/1860)
- Kaserne Basel, Kasernenstrasse 23 (1860–1863)
- Villa St. Alban-Vorstadt 24, für den Kaufmann Carl Von der Mühll-Merian (1863/1864)
- Villa Gauss in Liestal (1864/1866; heute Sitz der Kantonalen Denkmalpflege Baselland)
- Villa St. Alban-Anlage 64 (1865)
- Pfarrhaus der Basler Elisabethenkirche (1865/1867)
- Umbau Klösterli in Riehen (1866/67)[5]
- Kunsthalle Basel, Steinenberg 7 (1870–1872)
- Arbeiter- und Kleinbürgersiedlung im Basler Quartier Bachletten (1871/1888, zusammen mit Eduard Vischer für die Baugesellschaft für Arbeiterwohnungen)
- Hirzen Pavillon, (1876/1878) in Riehen
- Bernoullianum (1872/1874)
- Theater Basel (zweiter Bau), 1873/1875, benannt als Stadt-Theater
- Steinen-Schulhaus (1876), Um- und Anbau
- Musiksaal im Stadtcasino Basel (1875/1876)
- Herrenhof des Bäumlihofes (1876/1878; 1951 abgebrochen) und Umbau des Wenkenhofes (1860) in Riehen
- Villa «Monbijou» in Hilterfingen (1890)

## Schriften
- Johann Jacob Stehlin-Burckhardt: Architectonische Mittheilungen aus Basel. Wittwer, Stuttgart 1893.
- In der Bibliothek der Universität Basel befindet sich eine dreibändige Mappe Photographische Aufnahmen seiner Bauten. Sie enthält im Band 1 Öffentliche Bauten (42 Tafeln), im Band 2 Privathäuser (44 Tafeln) und im Band 3 Grabmonumente (10 Tafeln).